# Daniel Thulesius
Johann Daniel Thulesius (* 6. Mai 1889 in Hamburg; † 3. April 1967 in Braunschweig) war ein deutscher Architekt und Hochschullehrer. Von 1918 bis 1957 lehrte er an der Technischen Hochschule Braunschweig.

## Leben
Der Sohn eines Ingenieurs studierte Architektur an der Technischen Hochschule Hannover und anschließend bei Theodor Fischer an der Technischen Hochschule München. Er folgte 1918 einem Ruf an die Technische Hochschule Braunschweig, wo er zunächst als außerordentlicher, später als ordentlicher Professor für Architekturzeichnen und Raumkunst tätig war. Er wurde 1957 emeritiert. Zu seinen Schülern zählten Horst von Bassewitz und Heinz Wolff.
Thulesius war im Volksbund Deutsche Kriegsgräberfürsorge aktiv, wo er den Vorsitz des Ortsverbandes Braunschweig, später den des Landesverbandes führte. Für diese Tätigkeit wurde er mit dem Bundesverdienstkreuz 1. Klasse ausgezeichnet. Seit 1949 war er ordentliches Mitglied der Braunschweigischen Wissenschaftlichen Gesellschaft.

## Werk
Auf der vierten, 1921 herausgegebene Serie des Braunschweiger Notgeldes finden sich seine Darstellungen Blankenburgs.
Zwischen 1945 und 1948 wurde unter seiner Leitung das während des Zweiten Weltkriegs stark zerstörte Staatstheater Braunschweig wieder aufgebaut. Im Juni 1949 wurde in Braunschweig die Leonhardskapelle als Kirche der Christengemeinschaft wiederhergestellt. Nach Thulesius’ Plänen entstand 1956/1957 die evangelische Auferstehungskirche in Münster. Er entwarf mehrere Kriegsgräberfriedhöfe und Ehrenstätten, darunter den Dahner Ehrenfriedhof.
Im Jahre 1960 wurde Thulesius’ künstlerisches Werk in der Ausstellung „Daniel Thulesius. Zeichnungen und Aquarelle eines Architekten“ im Städtischen Museum Braunschweig gezeigt.

## Schriften
- Haustüren aus Alt-Braunschweig als Zeugen vorbildlicher Handwerkskultur. Braunschweig 1964. (= Braunschweiger Werkstücke, 32.)